# Börje Blomé
John Börje Nikolaus Blomé, född 31 december 1921 i  Norrköpings Sankt Johannes församling, Östergötlands län, död 17 oktober 1998 i Djursholm, Danderyds församling, Stockholms län var en svensk arkitekt, stadsplanerare och arkitekturhistoriker. 

## Biografi
Blomé avlade studentexamen vid Norrköpings Tekniska Gymnasium år 1941, examen vid Kungliga Tekniska Högskolan i Stockholm år 1947 och vid Kungliga Konsthögskolan i Stockholm år 1958. Han blev filosofie licentiat vid Stockholms universitet 1960, filosofie doktor 1977 och professor 1991.
År 1946 kom Blomé till Rom, där han arbetade med restaureringen av kyrkan Santa Maria in Aracoeli på Campidoglio, vilket kom att prägla hans gärning. Efter hemkomsten studerade han konsthistoria för Sten Karling och klassisk arkeologi för Gösta Säflund vid Stockholms universitet. Doktorsavhandlingen från 1977 bär titeln Kyrkorestaurering i teori och praxis: den italienska restaureringsdoktrinen och dess tillämpning vid restaurering av tre svenska kyrkor 1966–77. Blomé tilldelades Ivar Tengboms pris för sitt arbete.